# Смородиновка (Аромашевський район)
Сморо́диновка (рос. Смородиновка) — присілок у складі Аромашевського району Тюменської області, Росія.
Населення — 138 осіб (2010, 185 у 2002).
Національний склад станом на 2002 рік:
- росіяни — 97 %